# Gran Turismo (PlayStation Portable)
Pour les articles homonymes, voir Gran Turismo.
Gran Turismo est un jeu vidéo de course automobile développé par le studio japonais Polyphony Digital et produit par Sony Computer Entertainment, sorti en 2009 sur la console PlayStation Portable.
Le jeu contient 830 voitures pour 35 circuits (60 tracés). À titre de comparaison, Gran Turismo 4 propose 730 véhicules et 50 circuits. Cela peut s'expliquer par l'acquisition entre les deux jeux de certaines licences comme Ferrari et WRC .

## Développement
À l'origine, en 2004, le projet était nommé "Gran Turismo Mobile" et devait être une adaptation de Gran Turismo 4 sur PlayStation Portable. Cette dernière sortira sans la simulation de conduite, qui prendra un retard de plus en plus important. En effet, dès l'E3 2005, la priorité a été donnée à Gran Turismo sur PS3, du moins dans la communication faite à l'attention des joueurs.
Le jeu est annoncé finalement le 2 juin 2009 durant le salon E3 à Los Angeles. Le retard pris par le titre a permis d'inclure un grand nombre de véhicules et de tracés, mais reste visible par le fait qu'aucune voiture ne date d'après le milieu des années 2000. La sortie du jeu accompagne le lancement de la PlayStation Portable Go sur le PlayStation Store et sort également en UMD.

## Modes de jeu
- Mode 1-joueur : permet de courir sur le circuit de son choix avec la voiture de son choix. Au programme : "Course simple" (contre 3 IA), "Contre-la-Montre" et "Défi dérapages".
- Mode Mission : c'est un mode dans lequel vous attend 100 missions où il vous sera demandé d'effectuer diverses manœuvres.
- Magasin : pour acheter de nouveaux véhicules avec les crédits accumulés dans les deux précédents modes de jeu. Le choix de véhicule s'élargira en fonction du temps de jeu.
- Mode multijoueur en ad-hoc : permet de jouer contre 3 autres adversaires humains ou bien d'échanger des voitures avec des amis afin de compléter la collection des 830 véhicules du jeu. Quelques véhicules ne seront accessibles que par échange[2].

## Informations relatives au jeu
- Environ 800 véhicules seront disponibles (soit 100 de plus que Gran Turismo 4). Certains sont nouveaux, d'autres ont été choisis parmi les opus précédents de GT (1, 2, 3 et 4)
- 35 circuits déclinés en 60 pistes différentes[3].
- Les réglages et équipements pour les véhicules seront standardisés.
- 4 véhicules en course (contre 6 pour Gran Turismo 4).
- Les dégâts ne sont pas pris en charge.
- Les véhicules acquis dans le jeu sont transférables sur le "garage portable" de GT5, afin de les jouer en mode Arcade.

## Versions du jeu
La version standard du jeu est disponible en UMD et sur le PS Store, au prix de 39,99 € et 36,99 € respectivement en Europe. À la sortie une édition Collector fut disponible (43,99 €) avec une jaquette différente, un bon pour télécharger une édition spéciale de la Bugatti Veyron et 5 cartes postales représentant la même voiture. Cette édition n'existe qu'en UMD.